# Trilogia malese
La Trilogia malese è un ciclo di romanzi, scritta da Anthony Burgess ed ambientata in una Malaysia di fine Impero britannico.
I tre romanzi (L'ora della tigre, Il nemico tra le coperte e Letti d'Oriente) vengono dapprima pubblicati singolarmente e successivamente raccolti e pubblicati insieme col titolo The long day wanes ("Il lungo giorno svanisce") negli Stati Uniti e come A Malayan Trilogy in Gran Bretagna e negli altri paesi del Commonwealth.
Nei tre romanzi, l'insegnante Victor Crabbe, uno dei tanti funzionari britannici incaricati di formare la nuova classe dirigente indigena, si muove cercando di annodare i fili della propria esistenza tra gli incubi personali e le contraddizioni di quel groviglio di etnie e lingue che è l'ex-colonia britannica negli anni cinquanta.

## Edizione italiana
- Anthony Burgess, Trilogia malese. L'ora della tigre. Il nemico tra le coperte. Letti d'Oriente, traduzione di Liana Macellari Burgess e Francesca Bandel Dragone, Collana ET Scrittori, Torino, Einaudi, 1999,  p. 668, ISBN 978-88-061-4426-5.